# Aldair Murillo
Aldair Murillo (Quibdó, Chocó, Colombia; 23 de julio de 1990) es un exfutbolista colombiano que jugaba en la posición de mediocampista.

## Clubes
| Club                    | País     | Año         |
| ----------------------- | -------- | ----------- |
| Centauros Villavicencio | Colombia | 2009 - 2010 |
| Deportes Quindío        | Colombia | 2010 - 2014 |
| Jaguares de Córdoba     | Colombia | 2015        |